# 권영찬
권영찬(1968년 12월 20일 ~ )는 대한민국의 희극 배우이자 기업인이다. 호는 백광(伯桄)이다.

## 주요 이력
1991년 제1회 대학개그제를 통해서 첫 데뷔하였으며 1992년 제2회 대학개그제 동상 입상으로 KBS 공채로 방송을 시작했다.

## 학력
- 한영고등학교 졸업
- 한국외국어대학교 영어영문학과 학사
- 연세대학교 상담코칭학 전공 석사학위
- 국민대학교 일반대학원 문화교차학과 문화심리사회학 전공 박사학위

## 주요 출연작

### TV 방송
- 《TV는 사랑을 싣고》 (KBS 1TV)
- 《특명 아빠의 도전》 (SBS TV)
- 《순풍 산부인과》 (SBS TV) (특별출연)
- 《비타민》 (KBS 2TV)
- 《힐링토크 회복》 (C채널)
- 《TV쇼 진품명품》 (KBS 1TV)
- 《무엇이든 물어보세요》 (KBS 1TV)
- 《성서학당》 (CBS TV)
- 《성경인물전》 (CBS TV)
- 《이기는 지혜 솔로몬》 (CBS TV)
- 《박찬희 정혜전의 황금펀치》 (TV조선)
- 《우리 교회 퀴즈왕》 (CBS TV)
- 《일과 사람》 (한국직업방송)
- 《백수 Job담》 (한국직업방송)
- 《서바이블 퀴즈왕》 (CBS TV)
- 《GTB 갑론을박 뜨거운 감자》 (GTB 강원민방)
- 《가족의 품격 풀하우스》(KBS 2TV)
- 《행복한 아침》(채널A) 2019년 6월 14일 게스트

### 라디오 방송
- 《권영찬 교수의 마음을 얻는 한마디》 (창원교통방송)
- 《권영찬 교수의 4060 행복상담실》 (YTN FM)

### 영화
- 1994년 《티라노의 발톱》 원시인 역
- 2012년 《철가방 우수씨》 강팀장 역
- 2017년 《지렁이》 (특별출연)
- 2019년 《1919 유관순》 (특별출연)

### 드라마
- 2016년 《반짝반짝 작은 별》 (KBS1) - 보좌관 역